# 최낙정
최낙정(崔洛正, 1953년 7월 10일~2023년 11월 26일)은 대한민국의 공무원이다. 본관은 전주. 헌정사상 처음으로 국무총리의 해임건의권에 의해 해임된 최초의 국무위원이다.

## 학력
- 용산고등학교
- 고려대학교 법학 학사
- 웨일즈대학교 대학원 해양법 및 해양정책학 석사
- 한국해양대학교 대학원 해사법학 박사

## 경력
- 제17회 행정고시 합격
- 해운항만청 기획관리관실 전신담당관
- 주 영국 대사관 해무관
- 해운항만청 총무과장
- 해양수산부 수산물유통국장
- 해양수산부 어촌개발국장
- 마산지방해운항만청장
- 해양수산부 중앙해양안전심판원장
- 해양수산부 기획관리실장
- 해양수산부 차관
- 해양수산부 장관
- 해양문화재단 이사장
- 한국해양대학교 해사법학 겸임교수
- 한국해양대학교 초빙교수
- 부산밥퍼나눔공동체 이사장
- 고려대학교 정책대학원 초빙교수

## 역대 선거 결과
| 실시년도 | 선거   | 대수 | 직책     | 선거구    | 정당       | 득표수   | 득표율          | 순위 | 당락 | 비고 |
| -------- | ------ | ---- | -------- | --------- | ---------- | -------- | --------------- | ---- | ---- | ---- |
| 2004년   | 총선   | 17대 | 국회의원 | 부산 서구 | 열린우리당 | 20,815표 | \| \| 30.68% \| | 2위  | 낙선 |      |
|          | 30.68% |      |          |           |            |          |                 |      |      |      |